# Caroline Rhea
Caroline Gilchrist Rhea (Westmount, Kanada, 1964. április 13. –) kanadai–amerikai színésznő, szinkronszínész, humorista.
Legismertebb alakítása Hilda Spellman az 1996 és 2003 között futott Sabrina, a tiniboszorkány című sorozatban. A Phineas és Ferb című filmben is szerepelt.

## Fiatalkora
Rhea Westmountba született, szülei Margery és David Rhea, nőgyógyász. Az új-skóciai Dalhousie Egyetemen diplomázott.

## Pályafutása
Hírnevet az ABC Sabrina, a tiniboszorkány című sorozatában szerzett. 2007 és 2015 között Linda Flynn-Fletcher hangját adta Phineas és Ferb című sorozatban. 2017-ben szerepet kapott a Match Game című sorozatban. 2018-ban a Caroline & Friends című sorozat házigazdája volt.
2019-től a Disney Channel Sydney és Max című sorozatban szerepel.

## Magánélete
2007 és 2010 között Costaki Economopoulos partnere volt. 2008-ban megszületett a kislányuk.

## Filmográfia

### Film
| Év   | Magyar cím                                          | Eredeti cím                                                              | Szerep                          | Magyar hang    |
| ---- | --------------------------------------------------- | ------------------------------------------------------------------------ | ------------------------------- | -------------- |
| 2020 | Phineas és Ferb, a film: Candace az Univerzum ellen | Phineas and Ferb the Movie: Candace Against the Universe                 | Linda Flynn-Fletcher (hang)     | Kiss Erika     |
| 2017 |                                                     | A Very Sordid Wedding                                                    | Noleta Nethercott               |                |
| 2017 |                                                     | Bruno & Boots: The Wizzle War, This Can't Be Happening at Macdonald Hall | Eugenia Scrimmage               |                |
| 2016 | Bruno és Boots: Az uszoda akció                     | Bruno & Boots: Go Jump in the Pool                                       | Eugenia Scrimmage               | Ősi Ildikó     |
| 2012 |                                                     | The Christmas Consultant                                                 | Maya Fletcher                   |                |
| 2012 |                                                     | Sunshine Sketches of a Little Town                                       | Mrs. Diston                     |                |
| 2011 | Phineas és Ferb a 2. dimenzióban                    | Phineas and Ferb the Movie: Across the 2nd Dimension                     | Linda Flynn-Fletcher (hang)     | Kiss Erika     |
| 2009 |                                                     | Larry the Cable Guy's Hula-Palooza Christmas Luau                        | vásárló / nagymama / Mrs. Claus |                |
| 2009 | Szeress és táncolj!                                 | Love N' Dancing                                                          | Bonnie                          | Keönch Anna    |
| 2008 | Gázt bele, kislány!                                 | Fast Girl                                                                | Maddie                          | Kocsis Mariann |
| 2007 | Túlméretes szöszi                                   | To Be Fat Like Me                                                        | Madelyn                         | Kiss Erika     |
| 2005 | A tökéletes pasi                                    | The Perfect Man                                                          | Gloria                          | Andresz Kati   |
| 2004 | Kelekótya karácsony                                 | Christmas with the Kranks                                                | Candi                           | Hirling Judit  |
| 2001 |                                                     | The Santa Claus Brothers                                                 | Mrs. Claus (hang)               |                |
| 2001 |                                                     | Happy Birthday                                                           | Monica                          |                |
| 2000 | Randevú a vámpírral                                 | Mom's Got a Date with a Vampire                                          | Lynette Hansen                  |                |
| 2000 | Ha szorít a szorító                                 | Ready to Rumble                                                          | Eugenia King                    | Kocsis Mariann |
| 1999 | Ember a Holdon                                      | Man on the Moon                                                          | Melanie Chartoff                |                |
| 1996 |                                                     | The Shot                                                                 | casting rendező                 |                |
| 1986 |                                                     | Meatballs III: Summer Job                                                | tengerparti lány                |                |

### Televízió
| Év              | Magyar cím                      | Eredeti cím                                     | Szerep                      | Megjegyzések                            |
| --------------- | ------------------------------- | ----------------------------------------------- | --------------------------- | --------------------------------------- |
| 2020            | Sabrina hátborzongató kalandjai | Chilling Adventures of Sabrina                  | Hilda Spellman (szitkom)    | 2 epizód                                |
| 2020            |                                 | The Blame Game                                  | önmaga                      | vendég                                  |
| 2019–           | Sydney és Max                   | Sydney to the Max                               | Judy                        | főszereplő magyar hangja Kocsis Mariann |
| 2018            |                                 | Caroline & Friends                              | önmaga                      | műsorvezető                             |
| 2017–2018, 2020 |                                 | Match Game                                      | önmaga                      | versenyző                               |
| 2016            | Jogászok ásza                   | The Grinder                                     | Fran                        | 1 epizód: Genesis                       |
| 2015            | Az élet csajos oldala           | 2 Broke Girls                                   | Bonnie                      | 1 epizód: Valóra vált álmok             |
| 2014            |                                 | Manhattan Love Story                            | Reisner edző                | 1 epizód: The Ex Factor                 |
| 2014            |                                 | Maron                                           | önmaga                      | 1 epizód: Nostalgic Sex Buddy           |
| 2013            | Papás-Babás                     | Baby Daddy                                      | Jennifer Perrin             | 1 epizód: Ez csak egy jelmez            |
| 2011            |                                 | Cake Walk: Wedding Cake Edition                 | önmaga                      | műsorvezető                             |
| 2008            |                                 | Sordid Lives: The Series                        | Noleta Nethercott           | főszereplő                              |
| 2007–2015       | Phineas és Ferb                 | Phineas and Ferb                                | Linda Flynn-Fletcher (hang) | mellékszereplő magyar hangja Kiss Erika |
| 2005–2006       | Zack és Cody élete              | The Suite Life of Zack & Cody                   | Ilsa                        | 3 epizód magyar hangja Némedi Mari      |
| 2004–2006       | Zsírégetők                      | The Biggest Loser                               | önmaga                      | műsorvezető                             |
| 2002–2003       |                                 | The Caroline Rhea Show                          | önmaga                      | műsorvezető                             |
| 2002            |                                 | Fillmore!                                       | Mrs. Konquist (hang)        | 1 epizód: Nappers Never Sleep           |
| 2000            |                                 | Happily Ever After: Fairy Tales for Every Child | Spidey                      | 1 epizód: The Steadfast Tin Soldier     |
| 1999            |                                 | Larry David: Curb Your Enthusiasm               | önmaga                      | televíziós különkiadás                  |
| 1997            |                                 | Dr. Katz, Professional Therapist                | Caroline (hang)             | 1 epizód: Big Fat Slug                  |
| 1996            |                                 | The Drew Carey Show                             | Bonnie                      | 2 epizód                                |
| 1996–2003       | Sabrina, a tiniboszorkány       | Sabrina the Teenage Witch                       | Hilda Spellman              | főszereplő magyar hangok Ősi Ildikó     |
| 1995            |                                 | Pride & Joy                                     | Carol Green                 | Főszereplő                              |
| 1993            |                                 | Fools for Love                                  | önmaga                      | műsorvezető                             |